# Călătorie în lumea morților
Călătorie în lumea morților (franceză: Voyage chez les morts) este o piesă de teatru  scrisă în limba franceză de Eugen Ionescu.  Piesa a fost compusă în anul 1980.  Este ultima piesă a lui Ionescu.